# 陕西绣线菊
陕西绣线菊（学名：Spiraea wilsonii）为蔷薇科绣线菊属下的一个种。

## 扩展阅读
- 維基物種上的相關：陕西绣线菊